# Alexandr (Agrikov)
Alexandr (rodným jménem; Vasilij Alexandrovič Agrikov; * 13. května 1953, Trudfront) je kněz ruské pravoslavné církve, arcibiskup a metropolita brjanský a sevský.

## Život
Narodil se 13. května 1953 v Trudfrontu. Když mu bylo šest let zemřela mu matka a odstěhoval se do Bělgorodské oblasti, kde působil jeho otec jako kněz. Po základní škole nastoupil na zdravotnickou školu v Moskvě. Poté studoval na Moskevském duchovním semináři a Moskevské duchovní akademii.
Dne 2. června 1974 byl jaroslavským a rostovským metropolitou Ioannem (Vendlandem) vysvěcen na diakona a o tři dny později na presbytera a stal se představeným chrámu Narození Krista v Masalskoje. Stejný rok začal sloužit v řadách sovětských ozbrojených sil a to až do roku 1976.
V únoru 1977 byl přijat do moskevské eparchie a stal se knězem v Nikolském chrámu v Puškino. O rok později byl jmenován představeným Nikolského chrámu v Losino-Petrovskij. Poté působil jako kněz Uspenského chrámu v Šubině, chrámu Narození Přesvaté Bohorodičky Obrazcově a Vladimírského chrámu v Mytišči. Dne 6. prosince 1980 byl metropolitou krutickým a kolomenským Juvenalijem (Pojarkovem) postřižen na monacha se jménem Alexandr na počest svatého Alexandra Něvského. Na Velikonoce roku 1982 byl vyznamenán zlatým náprsním křížem. Dne 9. března 1987 byl povýšen na igumena a 12. května 1999 mu byl udělen zlatý náprsní kříž s ozdobami.
Dne 21. června 2001 byl povýšen na archimandritu.
Dne 17. července 2001 byl Svatým synodem zvolen biskupem dmitrovským a vikářem moskevské eparchie. Oznámení proběhlo 1. září 2001 a biskupské svěcení přijal o den později z rukou patriarchy Alexije II. Jako vikář působil také jako představený chrámu proroka Eliáše v Čerkizově.
Dne 28. prosince 2011 byl Svatým synodem jmenován biskupem brjanským a 26. července 2012 archimandritou Horno-Nikolského mužského monastýru v Brjansku.
Dne 29. května 2013 byl zvolen hlavou brjanské metropolie a 13. června byl patriarchou Kirillem povýšen na metropolitu.
Dne 23. října 2014 byl propuštěn z funkce archimandrity monastýru.
Od roku 2008 je sekretářem Nejvyššího církevního soudu.

## Vyznamenání
Církevní
- 2000 – Řád ct. Sergije Radoněžského III. třídy
- 2008 – Řád ct. Serafima Sarovského II. třídy
- 2012 – Řád svatého knížete Daniela Moskevského II. třídy
- 2019 – Řád ct. Ondřeje Ikonopisce II. třídy